# Oberstraße 3 (Harzgerode)

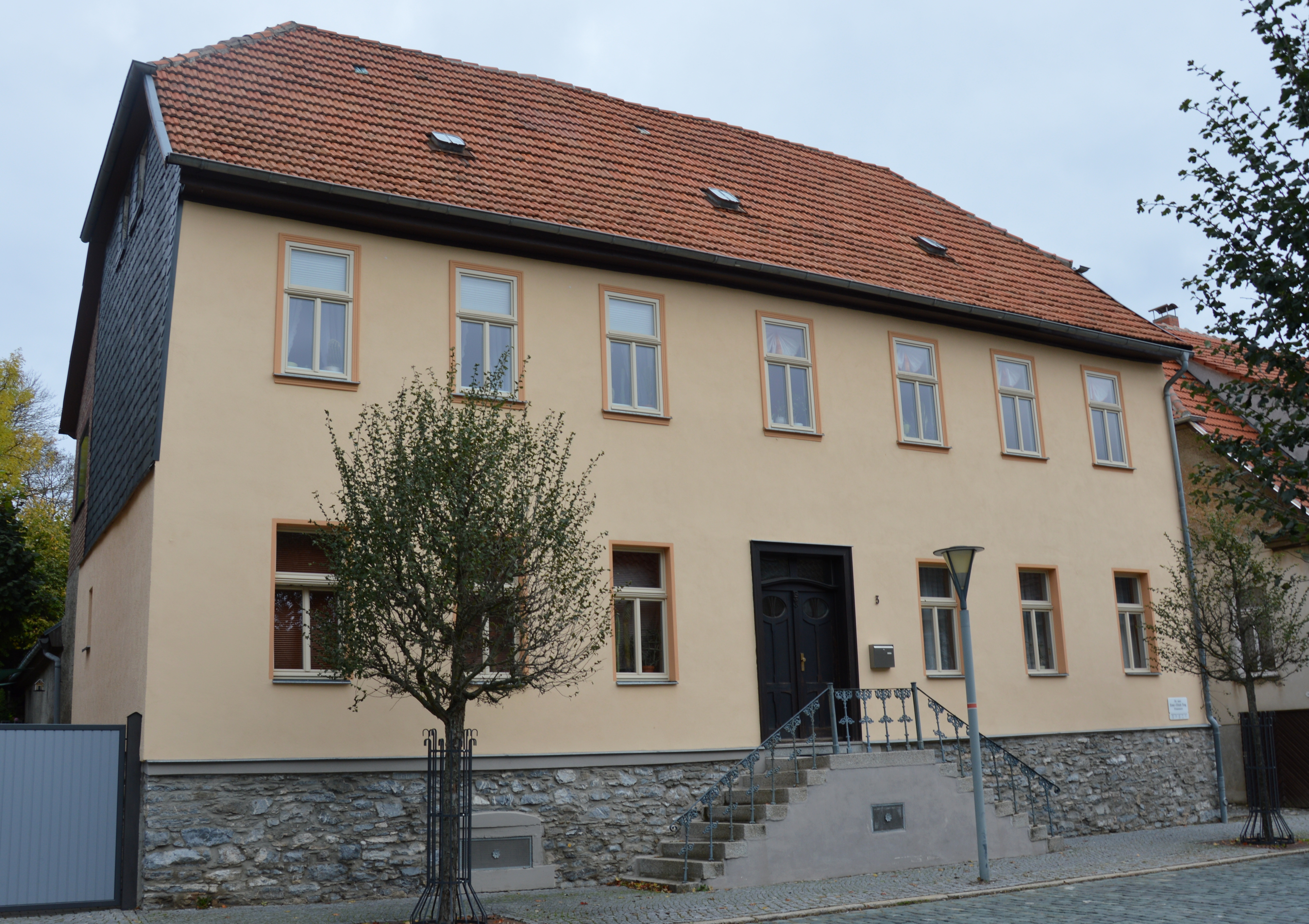
Oberstraße 3

Das Haus Oberstraße 3 ist ein denkmalgeschütztes Wohnhaus in der Stadt Harzgerode in Sachsen-Anhalt im Harz.
Es befindet sich auf der Nordseite der Oberstraße in der Altstadt von Harzgerode.
Das verputzte zweigeschossige Gebäude entstand nach dem Stadtbrand des Jahres 1817 im Stil des Klassizismus, wurde jedoch in späterer Zeit umgebaut. Der siebenachsige Bau steht auf einem erhöhten Sockel. Zum Hauseingang in der mittleren Achse führt eine zweiläufige Freitreppe. Die Brüstung der Treppenanlage ist als aufwendiger Kunstguss erstellt.
Im örtlichen Denkmalverzeichnis ist das Gebäude unter der Erfassungsnummer 094 84760 als Wohnhaus verzeichnet.